# ناحية ميانكوه
ناحية ميانكوه (بالفارسية: بخش میانکوه) وتعني (ناحية الوادي) هي ناحية في مقاطعة أردل التابعة لمحافظة تشهارمحال وبختياري في إيران. في تعداد عام 2006، بلغ عدد سكانها 16780 نسمة في 3311 عائلة.  المقاطعة فيها مدينة واحدة هي مدينة سرخون، وفيها قسمان ريفيان: قسم ميانكوه الريفي وقسم شليل الريفي.